# گرانش خطی‌شده
گرانش خطی شده (به انگلیسی: Linearized gravity) یکی از روش‌های تقریب زدن در نسبیت عام است که در آن جملات غیرخطی از متریک فضازمان نادیده گرفته می‌شوند تا علاوه بر ساده‌ترسازی مطالعه برخی مسائل، بتوان همچنان پاسخهای تقریبی قابل قبولی به دست آورد.

## روش
در گرانش خطی شده، تنسور متریک {\displaystyle g} فضازمان از جمع زدن یک پاسخ کامل معادلات اینشتین (اغلب در فضای مینکوفسکی) با اغتشاش {\displaystyle h} به دست می‌آید.
{\displaystyle g\,=\eta +h}
که در آن η متریک زمینه غیردینامیکی است که مورد اغتشاش قرار می‌گیرد و {\displaystyle h} انحراف متریک واقعی (g) را از فضازمان تخت نشان می‌دهد.
برای محاسبه اغتشاش را از روش‌های نظریه اغتشاش استفاده می‌شود و با نادیده گرفتن جمله‌های با درجه بالاتر از یک، خطی می‌شود.

## کاربرد
معادلات میدان اینشتین دارای متریک غیرخطی هستند و این مسئله حل دقیق این معادلات و یافتن پاسخ کامل را دشوار می‌سازد. با استفاده از این روش اغتشاشی می‌توانیم معادلات میدان خطی شده را به دست آوریم. متریک این معادلات خطی است و حاصل جمع زدن دو پاسخ معادلات میدان خطی شده نیز یک پاسخ خواهد بود. بنابراین فرایند خطی‌سازی ور واقع بر پایه ایده نادیده گرفتن بخش غیرخطی شکل گرفته‌است.
از این روش برای به دست آوردن حد نیوتنی نیز استفاده می‌شود. دیدگاه مفهومی گرانش خطی، دیدگاهی استاندارد در فیزیک ذرات بنیادی و نظریه ریسمان یا به‌طور کلی هر نظریه میدان کوانتومی که در آن میدان‌های کلاسیک (بوزونی) به عنوان حالات همدوسی از ذرات بیان می‌شوند، می‌باشد.
این تقریب همچنین به نام تقریب میدان ضعیف شناخته می‌شود زیرا برای مواردی صادق است که h بسیار کوچک باشد.

### تقریب میدان ضعیف
در یک تقریب میدان ضعیف، تقارن‌های پیمانه ای به صورت هم شکلی دیفرانسیلی (به انگلیسی: deffeomorphism) با اندکی جابجایی (هم شکلی‌های دیفرانسیلی با جابجایی‌های بزرگ قطعاً تقریب میدان ضعیف را نقض می‌کنند).
{\displaystyle \delta _{\vec {\xi }}h=\delta _{\vec {\xi }}g-\delta _{\vec {\xi }}\eta ={\mathcal {L}}_{\vec {\xi }}g={\mathcal {L}}_{\vec {\xi }}\eta +{\mathcal {L}}_{\vec {\xi }}h=\left[\xi _{\nu ;\mu }+\xi _{\mu ;\nu }+\xi ^{\alpha }h_{\mu \nu ;\alpha }+\xi _{;\mu }^{\alpha }h_{\alpha \nu }+\xi _{;\nu }^{\alpha }h_{\mu \alpha }\right]dx^{\mu }\otimes dx^{\nu }}
که {\displaystyle {\mathcal {L}}} مشتق لی است و ما از این واقعیت استفاده نمودیم که η بنا بر تعریف تغییرشکل نمی‌دهد. توجه کنید که اندیس هارا نسبت به η بالاوپایین می‌بریم و نه g و نسبت به η مشتقهای هموردا می‌گیریم. این رویه استاندارد در گرانش خطی شده‌است.
در حد میدان ضعیف تبدیلات به صورت زیر ساده می‌شوند :
{\displaystyle \delta _{\vec {\xi }}h_{\mu \nu }\approx \left({\mathcal {L}}_{\vec {\xi }}\eta \right)_{\mu \nu }=\xi _{\nu ;\mu }+\xi _{\mu ;\nu }}
تقریب میدان ضعیف در یافتن مقادیر بعضی از ثابتها مفید است. مثلاً در معادلات میدان اینشتین و متریک شوارتزشیلد.

## صورت خطی شده معادلات میدان اینشتین
معادلات میدان اینشتین خطی شده تقریبی از معادلات میدان اینشتین است که برای میدان‌های گرانشی ضعیف اعتبار دارد و برای ساده کردن بسیاری از مسائل در نسبیت عام و بحث پیرامون پدیده تابش گرانشی کاربرد دارد. از این روش همچنین می‌توان گرانش نیوتنی را به عنوان تقریب میدان ضعیف گرانش اینشتینی استنتاج نمود.
معادلات با این فرض به دست می آیند که متریک فضازمان تنها اندکی با یک متریک مبنای انتخاب شده(معمولاً یک متریک مینکوفسکی) اختلاف دارد. سپس می‌توان اختلاف متریک‌ها را به عنوان میدانی در متریک پایه در نظر گرفت که رفتار آن با مجموعه‌ای از معادلات خطی تقریب زده می‌شود.

### استنتاج از یک متریک مینکوفسکی
از یک متریک در فضازمان به شکل زیر آغاز می‌کنیم :
{\displaystyle g_{ab}=\eta _{ab}+h_{ab}}
که در آن {\displaystyle \,\eta _{ab}} متریک مینکوفسکی و {\displaystyle \,h_{ab}} - که به صورت {\displaystyle \epsilon \,\gamma _{ab}} نیز نوشته می‌شود - انحراف {\displaystyle \,g_{ab}} از آن است. {\displaystyle h} باید نسبت به {\displaystyle \eta }: {\displaystyle \left|h_{\mu \nu }\right|\ll 1} (و به‌طور مشابه برای همه مشتقات {\displaystyle h}) قابل چشم پوشی باشد. در این تقریب فرض شده‌است که اندیس‌های h مشتقات آن با {\displaystyle \eta } افزایش و کاهش می یابند.
متریک h مشخصا متقارن است زیرا g و η متقارن هستند. شرط سازگاری {\displaystyle g_{ab}g^{bc}=\delta _{a}{}^{c}} نشان می‌دهد که :
{\displaystyle g^{ab}\,=\eta ^{ab}-h^{ab}}
نمادهای کریستوفل را می‌توان به طریق زیر محاسبه کرد :
{\displaystyle 2\Gamma _{bc}^{a}=(h^{a}{}_{b,c}+h^{a}{}_{c,b}-h_{bc,}{}^{a})}
به‌طوری‌که {\displaystyle h_{bc,}{}^{a}\ {\stackrel {\mathrm {def} }{=}}\ \eta ^{ar}h_{bc,r}} و این برای محاسبه تنسور ریمان به کار می‌رود:
{\displaystyle 2R^{a}{}_{bcd}=2(\Gamma _{bd,c}^{a}-\Gamma _{bc,d}^{a})=\eta ^{ae}(h_{eb,dc}+h_{ed,bc}-h_{bd,ec}-h_{eb,cd}-h_{ec,bd}+h_{bc,ed})=}
{\displaystyle =\eta ^{ae}(h_{ed,bc}-h_{bd,ec}-h_{ec,bd}+h_{bc,ed})=h_{d,bc}^{a}-h_{bd,}{}^{a}{}_{c}+h_{bc,}{}^{a}{}_{d}-h^{a}{}_{c,bd}}
با داشتن {\displaystyle R_{bd}=\delta ^{c}{}_{a}R^{a}{}_{bcd}} نتیجه می‌گیریم
{\displaystyle 2R_{bd}=h_{d,br}^{r}+h_{b,dr}^{r}-h_{,bd}-h_{bd,rs}\eta ^{rs}}
برای کمیت نرده‌ای ریچی داریم :
{\displaystyle R=R_{bd}\eta ^{bd}=h_{,ab}^{ab}-\square h}
در نتیجه معادلات خطی شده اینشتین به صورت زیر خواهند بود :
{\displaystyle 8\pi T_{bd}\,=R_{bd}-R_{ac}\eta ^{ac}\eta _{bd}/2}
و یا به‌طور معادل :
{\displaystyle 8\pi (T_{bd}-T_{ac}\eta ^{ac}\eta _{bd}/2)\,=R_{bd}}
{\displaystyle 16\pi (T_{bd}-T_{ac}\eta ^{ac}\eta _{bd}/2)\,=h_{d,br}^{r}+h_{b,dr}^{r}-h_{,bd}-h_{bd,rs}\eta ^{rs}}

## به همراه یک شرط مختصات
اگر از شرط مختصات هارمونیک ناوردای لورنتز استفاده کنیم :
{\displaystyle h_{\alpha \beta ,\gamma }\eta ^{\beta \gamma }={\frac {1}{2}}h_{\beta \gamma ,\alpha }\eta ^{\beta \gamma }\,,}
بنابراین صورت خطی شده معادله اینشتین در بالا به شکل زیر ساده می‌شود :
{\displaystyle 16\pi (T_{bd}-T_{ac}\eta ^{ac}\eta _{bd}/2)\,=\,-h_{bd,rs}\eta ^{rs}\,.}